# کلیپول هیل (ویرجینیا)
کلیپول هیل (به انگلیسی: Claypool Hill) یک منطقهٔ مسکونی در ایالات متحده آمریکا است که در شهرستان تیزول، ویرجینیا واقع شده‌است. کلیپول هیل ۱۰٫۱ کیلومتر مربع مساحت و ۱٬۷۷۶ نفر جمعیت دارد و ۷۱۶ متر بالاتر از سطح دریا واقع شده‌است.